# 寧洋縣
寧洋縣，中国福建省旧县名。

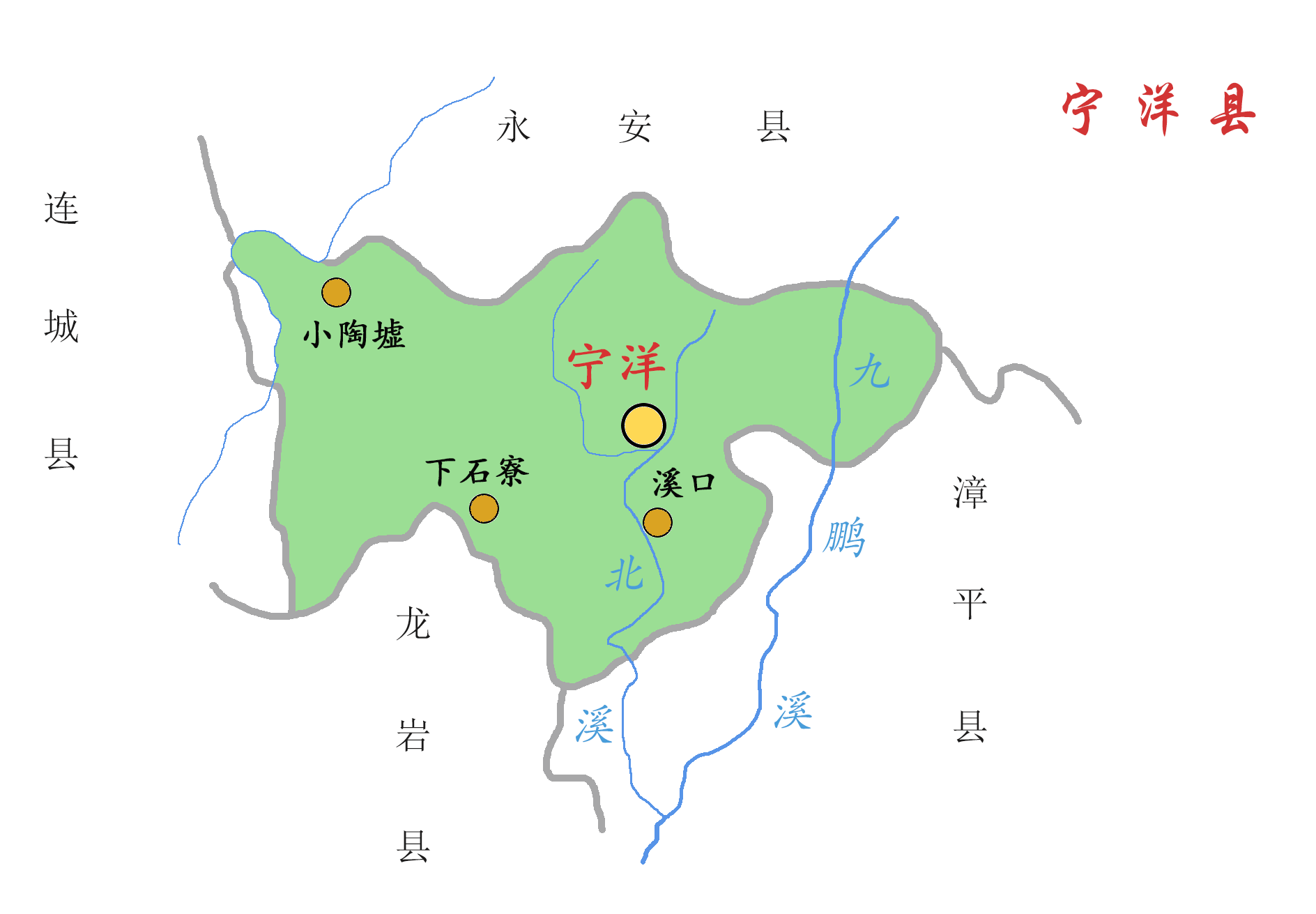
民国初期的宁洋县简图

漢代冶縣地；晉代新羅縣地；隋代龍溪縣地；明隆慶元年（1567年）始析置寧洋縣，屬福建省漳州府；清雍正十二年（1734年）後，屬福建省龍巖直隸州；民國三年（1914年）6月，劃屬福建汀漳道，國民政府成立，廢道，直屬福建省政府。
寧洋縣在龍巖縣東北240里，縣境東、西、南三面皆山，北面稍平坦。北溪發源馬山，南流至寧洋城側與西溪合，稱為鷺江，向東南流，故交通北至永安（今永安市），有馬山之險，東至大田，有金山之險，南至漳平（今漳平市），有水路之便。1949年10月1日，中国人民解放军和平进驻宁洋县。1956年撤銷，分別劃歸龍巖（今新羅區）、漳平（今漳平市），永安（今永安市）、連城等縣。
寧洋縣縣城在今漳平市雙洋鎮。